# 高島康司
高島 康司（たかしま やすし、1958年 - ）は、日本の著作家。

## 略歴
早稲田大学卒業。在学中、リベラルアーツの名門であるアメリカのノックス大学に公費留学。卒業後は大手語学学校で教材、コース開発、講師研修、企業研修等を担当。その後独立し、企業の語学研修、IT関連研修、企業関連セミナー、コンサルティング等をおこなっていた。
44歳のある日、研修での講義中に心臓発作で倒れ、未来予知のような光景を見る体験をする。 以来、ライフワークとして世界情勢やシンクタンクによる経済予測、著名な予言者による予言などあらゆる枠組みから情報を分析して未来を読み取るブログ「ヤスの備忘録」の執筆に着手。2019年まぐまぐ大賞を受賞。 
日本ではあまり報じられない世界情勢や経済に関する情報分析で定評を得て、現在は文化放送「くにまるジャパン極」にて『世界地獄耳のヤス』として出演中のほか、「未来を見る！ 『ヤスの備忘録』連動メルマガ」の配信、週一回のまぐまぐLIVEも配信中。

## 著作
- 『CD‐ROM付 英文ビジネスレター実用フォーマットと例文集』
- 『実践 英文ライティング入門―ビジネスにすぐ活かせる技術が身につく』
- 『少し使える人の「確実に意志が伝わる英会話」トレーニングブック』
- 『音声読み上げソフトで練習する速読即解英文リーディング』
- 『CD‐ROMを使った英会話「英訳」トレーニング』
- 『CD付 きちんと伝える英語―コミュニケーションのための基本スキル』
- 『英文社内メール すぐに使える例文集』(福岡洋子氏と共著)
- 『１週間で実践！ 誰でもできる会話トレーニング』
- 『1週間で実践 論理的会話トレーニング』
- 『考える力をつける知的論理トレーニング』
- 『こんな時はマルクスに聞け―いったい世の中どうなっているんだ!『資本論』から世界を見る』
- 『未来予測コルマンインデックスで見えた　日本と経済はこうなる』
- 『世の中大転換がわかる 日月神示の緊急未来予測 迫りくるこの国の立て替え・立て直し』(中矢伸一氏、大石憲旺氏と共著)
- 『緊急未来予測 日月神示のサバイバルガイド&ナビゲーション 宇宙的事由から見た巨大地震、巨大津波、原発事故』(同上)
- 『「支配ー被支配の従来型経済システム」の完全放棄で 日本はこう変わる』
- 『コルマンインデックス後 私たちの運命を決める　近未来サイクル 地球大激変に備えよ！』
- 『日本よ!今地球運命の最底値からこう脱出せよ』(ウィリアムスティックエバーズ氏と共著)
- 『ハワイの長老が語り伝える先住民族の聖なる知恵』( ハンク・ウエスルマン・著、小野寺粛・翻訳、本人監修による)
- 『 日本、残された方向と選択』
- 『望みなき時代の幸福論~オーバーソウルとの繋がりがもたらす個性化と自立意識の加速~』( 西元啓子・編集)
- 『「資本主義2.0」と「イミーバ」で見た衝撃の未来』
- 『いま私たちが知って受け入れるべき【この宇宙の重大な超現実】』
- 『いま国際情勢《大激動の奥底》で本当に起きていること』
- 『高島康司の未来激変! ! 2019~2024 数年で世界の風景は一変! 』
- 『これから世界で起きる4つのこと』
- 『Qアノン 陰謀の存在証明』